# 飯坂けんか祭り
飯坂けんか祭り（いいざかけんかまつり）は、福島県福島市飯坂町の飯坂八幡神社の秋の例大祭で、10月の第1土曜日を中心に三日間かけて行われる祭り。日本三大けんか祭りの1つと言われている。飯坂町を6つの町内に分け、上町祭典事務所、瀧乃川祭典事務所、若錦祭典事務所、立綱祭典事務所、横町祭典事務所、梍花祭典事務所の各屋台が温泉街を廻り、宵祭・本祭・後祭の三日間飯坂は祭り一色になる。

## けんか祭り
秋の例大祭は、昔は、戦の神として奉り勝負事に勝つために祈願する祭りであったが、今は、五穀の豊穣を神に感謝し、氏子崇敬者の隆昌を祈願する祭りとして300年余の伝統を守り続けている。
本祭り（土曜日）は、神輿渡御が町内を巡幸したのち、夜の帳が降りると大勢の若衆に担がれた各町全6台の担ぎ屋台を従え、御旅所を出発する｡
それぞれの祭典事務所には睦会や若連と呼ばれる担ぎ手の組織が存在し、睦会や若連が中心となって担ぎ屋台の運行を行う。各町の屋台が境内に入り乱れると、神輿の宮入りを阻むよう屋台が激しくぶつかり、揺れる提灯の灯明、屋台の軋む音、負けじと打ち鳴らす太鼓の音が大地を轟かし、怪我人も出るほどの勇ましさである。
祭りの太鼓の調べは京都・祇園囃子の流れを汲み、｢下がり半｣｢三切り｣｢流し｣｢宮入り｣の4種類の打法で儀式太鼓の風格と勇壮さを今に伝えるもので、「飯坂八幡神社祭り太鼓保存会」によって郷土の伝統文化が受け継がれている。

## 日本三大喧嘩祭り
大阪府岸和田市の『地車祭り』、秋田県仙北市角館の『飾山ばやし』とともに日本三大喧嘩祭りの異名をとり、湯の街飯坂を祭り一色に染める｡ 